# Latreillia
Latreillia is een geslacht van krabben uit de familie van de Latreilliidae. Het geslacht werd opgericht door Polydore Roux in 1828. De naam is een eerbetoon aan Pierre-André Latreille.
In 1830 benoemde Jean-Baptiste Robineau-Desvoidy ook een geslacht van sluipvliegen als Latreillia. Dit was dus een junior homoniem en dit geslacht kreeg als vervangende naam Belvosia.

## Soorten
Het geslacht omvat vijf soorten:
- Latreillia elegans Roux, 1828
- Latreillia metanesa Williams, 1982
- Latreillia pennifera Alcock, 1900
- Latreillia valida De Haan, 1839
- Latreillia williamsi Melo, 1990